# Fyllosfären

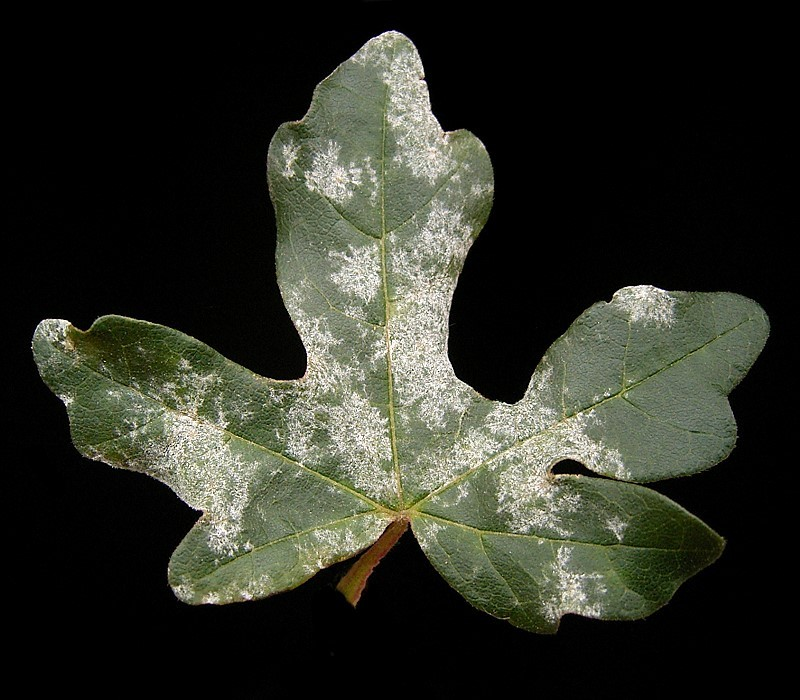
Mjöldagg på ett blad.

Fyllosfären är det habitat för mikroorganismer som utgörs av ovanjordiska växtdelar (i analogi med rhizosfären – jordskiktet närmast runt växters rötter). I fyllosfären lever många bakterier, jäst- och mögelsvampar och även andra organismer. En del mikroorganismer lever på bladytan och kallas då epifyter, medan mikroorganismer som lever inuti bladvävnaden kallas för endofyter. Bakterier anses förekomma i störst mängd med uppemot 106-107 celler/cm2 medan jästsvampar kan förekomma i mängder av 101 till 105 colony forming units (CFU)/cm2.
Fyllosfären kan koloniseras av mikroorganismer från flera olika källor, till exempel från atmosfären, andra växter, frön eller jord. Fyllosfären anses vara en ogästvänlig och näringsfattig miljö där mikroorganismerna exponeras för UV-strålning och stora temperaturvariationer. Det är känt värdväxten är en viktig faktor som påverkar vilka mikroorganismer som återfinns i dess fyllosfär. I jordbrukssystem påverkas fyllosfären inte bara av miljöfaktorer utan även av odlingsåtgärder.
Mikroorganismerna i fyllosfären kan påverka växten både positivt och negativt. Många växtpatogener angriper blad och frukt av olika grödor men det finns också organismer som kan konkurrera med patogener som kan utnyttjas för biologisk bekämpning. Inom vintillverkning kan naturligt förekommande mikroorganismer på druvorna påverka fermenteringsprocessen och vinets kvalitet. Fyllosfären kan också härbärgera för människan patogena bakterier, till exempel E. coli och Salmonella och flera utbrott har kunnat kopplas till smittade grönsaker.